# Chickenfoot
Chickenfoot (с англ. — «Куриная лапа») — американская хард-рок-супергруппа, в которую входят двое бывших участников Van Halen — вокалист Сэмми Хагар и бас-гитарист Майкл Энтони, гитарист-виртуоз Джо Сатриани и барабанщик Red Hot Chili Peppers Чед Смит.
Относительно статуса группы как «супергруппы» Сэмми Хэгэр сказал: «Мы не супергруппа, нам нравится тусоваться вместе, а музыка — бонус к этому.»
Майкл Энтони говорил, что название группы произошло от джема, в котором участвовал он, Сэмми Хагар и Чед Смит.
Когда слухи о группе стали распространяться все стали так называть группу и тогда мы подумали: «Ну а почему бы и нет? Давайте будем Chickenfoot».

## Образование группы
История Chickenfoot началась с того, что Сэмми, Майкл и Чед вместе джемовали в клубе Cabo Wabo. Увидев, что музыканты собираются вместе и играют, люди начали задавать вопросы «Когда выйдет ваш альбом?», «Когда вы собираетесь в турне?» и т д. Тогда Сэмми Хагар ответил: «Ну, чтобы делать это правильно, то нам нужен гитарист, вроде Джо Сатриани, потому, что я считаю его лучшим гитаристом в мире». Первое выступление группы произошло в феврале 2008 года. Концерт состоял из трех песен — из кавер версий Led Zeppelin — Rock`n`Roll и Traffic — Dear Mr. Fantasy, а также песни другого проекта Сэмми Хагара и Майкла Энтони. После выступления Майкл Энтони заявлял: «Между нами была связь, мы просто веселились на сцене. Зал воспринял нас великолепно и мы решили попробовать сделать следующие шаги, чтобы посмотреть что из этого получится».
Дебютная пластинка коллектива с одноимённым названием появилась в продаже в апреле 2009 года.
В июле 2011 года группа объявила название второго альбома, его полный трек-лист и дату релиза. Диск получивший название «Chickenfoot III», вышел 27 сентября 2011 года на лейбле earMUSIC/Edel, а в Северной Америке на лейбле eOne Music, который выпустил диск в специальной упаковке с фотографиями 3D (анаглиф). Сингл с этого диска — «Bigfoot», вышел в августе 2011 года. В качестве продюсера над альбомом работал Майк Фрейзер.

## Дискография
| Название        | Информация об альбоме                                                                            | Место в чартах | Место в чартах | Место в чартах | Место в чартах | Место в чартах | Место в чартах | Место в чартах | Место в чартах | Место в чартах | Место в чартах | Сертификация                     |
| Название        | Информация об альбоме                                                                            | US             | AUS            | AUT            | CAN            | FIN            | FRA            | NL             | SWE            | SWI            | UK             | Сертификация                     |
| --------------- | ------------------------------------------------------------------------------------------------ | -------------- | -------------- | -------------- | -------------- | -------------- | -------------- | -------------- | -------------- | -------------- | -------------- | -------------------------------- |
| Chickenfoot     | - Дата релиза: 5 июня 2009 - Лейбл: Redline Entertainment - Формат: CD, LP, Цифровая дистрибуция | 4              | 50             | 36             | 5              | 36             | 67             | 25             | 36             | 11             | 23             | - Канада: Золотой - США: Золотой |
| Chickenfoot III | - Дата релиза: 27 сентября 2011 - Лейбл: E1 Music - Формат: CD, LP, Цифровая дистрибуция         | 9              | 46             | 11             | 19             | 41             | 81             | 36             | 57             | 12             | 102            |                                  |